# Caranguejo-saltador-caribenho
O caranguejo-saltador-caribenho (Pachygrapsus transversus), também conhecido como caranguejo-saltador-verde ou simplesmente caranguejo-verde, é uma espécie de crustáceo do gênero Pachygrapsus, pertencente da família Grapsidae.
O caranguejo-saltador-caribenho é nativo da costa do Atlântico Ocidental, podendo ser encontrado dês do Mar do Caribe até o Brasil. Há avistamentos da espécie no Mar Mediterrâneo e em ilhotas do Indo-Pacífico. Acredita-se que a espécie seja invasora nessas áreas.
Essa espécie vive associada aos costões rochosos, sendo uma espécie comum de se observar em praias com a presença de rochas e pedreiras. O termo "caranguejo-saltador" vem por cauda de seu habito de pular de uma rocha para a outra quando a maré está alta.